# Deutsche Terminbörse
Die DTB Deutsche Terminbörse war von 1990 bis 1998 eine Börse für den ausschließlichen Handel von standardisierten Finanzderivaten.
Sie war die erste neue Börse, die nach dem Zweiten Weltkrieg in Deutschland gegründet wurde.
Träger der öffentlich-rechtlichen Deutsche Terminbörse war die DTB Deutsche Terminbörse GmbH.
Gleich in mehrerer Hinsicht betrat man mit ihr Neuland in der Bundesrepublik:
- Börse zum ausschließlichen Handel von Finanzderivaten
- Integriertes Clearing (Abwicklung) mit Garantie der Erfüllung der Geschäfte
- Vollcomputerisierte Börse, über alle regionalen Standorte hinweg
- Aufbau als geschützte Marke mit entsprechenden Markenprodukten
- Keine Kursfeststellung mittels amtlich bestellter Makler.
- Für Grundliquidität sorgen so genannte Market Maker.

## Gründungsgeschichte
Zwar wurden vor Gründung der DTB an anderen deutschen Börsen auch Derivate gehandelt. Diese – meist Optionsscheine – waren jedoch nicht standardisiert und die Marktliquidität war insbesondere in schwierigen Marktsituationen recht dürftig. Die DTB Terminbörse sollte daher als Spezialbörse für den ausschließlichen Handel von standardisierten Finanzderivaten gegründet werden.
Jörg Franke, damals Geschäftsführer der Berliner Börse, erhielt den Auftrag, ein Team zu führen, um die neue Terminbörse als ein modernes Dienstleistungsunternehmen zu konzipieren und umzusetzen.

## Innovationen
Im Gegensatz zu den damaligen herkömmlichen Parkettbörsen fand der Handel an der DTB fortlaufend statt, ohne die Einschaltung von Kursmaklern. Market Maker verpflichteten sich dazu, jederzeit verbindliche Kauf- und Verkaufsangebote zu tätigen.
Als erste elektronische Börse der Bundesrepublik konnte die DTB die gesamte Marktliquidität bündeln; eine Zersplitterung auf die verschiedenen Börsenplätze fand nicht statt. Zudem ermöglichte das zentrale elektronische Orderbuch eine optimale und für alle Teilnehmer gleiche Transparenz.
Neu war auch, dass die DTB Deutsche Terminbörse GmbH die Erfüllung aller Transaktionen garantierte und somit das Zahlungs- bzw. Lieferungsrisiko wegfiel. Die Abwicklung der Transaktionen wurde in das elektronische System integriert.
Erstmals konzipierte man mit der DTB eine deutsche Börse als Markenartikel mit eigenen Markenprodukten. Noch vor dem Start der Börse richtete man dazu unter Wilhelm Brandt eine eigene PR-Stelle ein.
Bis auf die Integration der Abwicklung wurden diese Innovationen bei der späteren Deutschen Börse und ihrem neuen Systemen Xetra integriert.

## Meilensteine
- 1988 wurde die DTB Deutsche Terminbörse GmbH gegründet. Gesellschafter der DTB GmbH waren 17 Banken. Die DTB GmbH fungierte als Clearinghaus und Träger der DTB Deutsche Terminbörse. Aufsichtsratsvorsitzender der GmbH und Vorsitzender der Börse war Rolf-Ernst Breuer, Geschäftsführer Jörg Franke und Friedrich W. Wahl.
- Am 26. Januar 1990 startete die DTB mit dem Handel. Anfänglich wurden nur Optionen, später auch Futures gehandelt.
- 1993 wurde die DTB GmbH in die neu gegründete Deutsche Börse AG eingegliedert.
- 1998 fusionierte die Deutsche Terminbörse GmbH mit der SOFFEX zur heutigen Eurex.